# Holotrochus brachypterus
Holotrochus brachypterus är en skalbaggsart som beskrevs av Fauvel 1905. Holotrochus brachypterus ingår i släktet Holotrochus och familjen kortvingar. Inga underarter finns listade i Catalogue of Life.